# 民族历史学
民族历史学是社会历史学中的一个分支，专门研究民族与民族人囗迁徙，奥斯卡·汉德林是民族历史学的其中一位开创者，在民族史中，许多对于民族人囗迁徙的研究都是通过阅读迁徙的移民写给家乡亲戚的信来进行的，用于比较他们迁徙后的生活与迁徙前的生活，如今还出现了一个新趋势：将民族历史学与其他新出现的史学相结合，如大西洋史学、劳动史学和妇女史学。

## 引用
1. ↑   1st Edition. 1989. ISBN 978-0-415-00056-7. OCLC 185760833.
2. ↑  . ISBN 978-0-837-16958-3. OCLC 310533218.
3. ↑  Handlin, Oscar. . 1973. ISBN 978-0-316-34301-5. OCLC 832465608.
4. ↑  Handler, Oscar; Handler, Mary F. . ISSN 0266-1322. OCLC 877768158.
5. ↑  Kamphoefner, Walter D. . Journal of American Ethnic History. 2009, 28 (3)  [2022-06-05]. ISSN 0278-5927. （原始内容存档于2021-08-15）.
6. ↑  . ISBN 978-0-521-02453-2. OCLC 1087710434.